# Championnat du monde féminin de volley-ball des moins de 20 ans 2001
Navigation
Canada 1999 Thaïlande 2003
Le 11e Championnat du monde féminin de volley-ball des moins de 20 ans a été organisé en République dominicaine et s'est déroulé du 1er au 9 septembre 2001.

## Distinctions
- Meilleure joueuse (MVP) : Jaqueline Carvalho  Brésil
- Meilleure attaquante : Zhang Ping  Chine
- Meilleure contreuse : Dragana Marinković  Croatie
- Meilleure serveuse : Francesca Ferretti  Italie
- Meilleure passeuse : Zhou Yuenan  Chine
- Meilleure défenseur : Sandra Ferrero  Argentine
- Meilleure receveuse : Liu Li Frang  Taïwan
- Meilleure libéro : Ramona Puerari  Italie

## Classement final
| Place              | Équipe                 |
| ------------------ | ---------------------- |
| Médaille d'or      | Brésil                 |
| Médaille d'argent  | Chine                  |
| Médaille de bronze | Corée du Sud           |
| 4                  | Italie                 |
| 5                  | Croatie                |
| 6                  | Taïwan                 |
| 7                  | Argentine              |
| 8                  | Turquie                |
| 9                  | Algérie                |
| 9                  | République tchèque     |
| 9                  | République dominicaine |
| 9                  | Allemagne              |
| 13                 | Cuba                   |
| 13                 | Pologne                |
| 13                 | États-Unis             |
| 13                 | Venezuela              |